# Topana tuberculata
Topana tuberculata är en insektsart som först beskrevs av Brunner von Wattenwyl 1878.  Topana tuberculata ingår i släktet Topana och familjen vårtbitare. Inga underarter finns listade i Catalogue of Life.